# Корнету (Ілфов)
Корнету (рум. Cornetu) — село у повіті Ілфов в Румунії. Входить до складу комуни Корнету.
Село розташоване на відстані 16 км на південний захід від Бухареста, 148 км на південь від Брашова.

## Населення
За даними перепису населення 2002 року у селі проживали 4989 осіб.
Національний склад населення села:
| Національність | Кількість осіб | Відсоток |
| -------------- | -------------- | -------- |
| румуни         | 4716           | 94,5%    |
| цигани         | 268            | 5,4%     |

Рідною мовою назвали:
| Мова      | Кількість осіб | Відсоток |
| --------- | -------------- | -------- |
| румунська | 4739           | 95,0%    |
| циганська | 244            | 4,9%     |